# Mortes em maio de 2012
Mortes em 2012: ← Janeiro – Fevereiro – Março – Abril – Maio – Junho – Julho – Agosto – Setembro – Outubro – Novembro – Dezembro →
Esta é uma relação de pessoas notáveis que morreram durante o mês de maio de 2012, listando nome, nacionalidade, ocupação e ano de nascimento. 

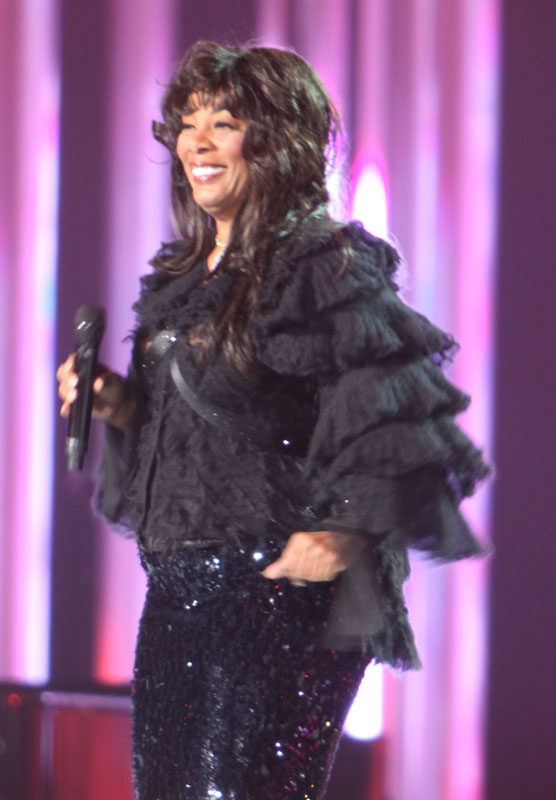
Donna Summer, cantora estadunidense.

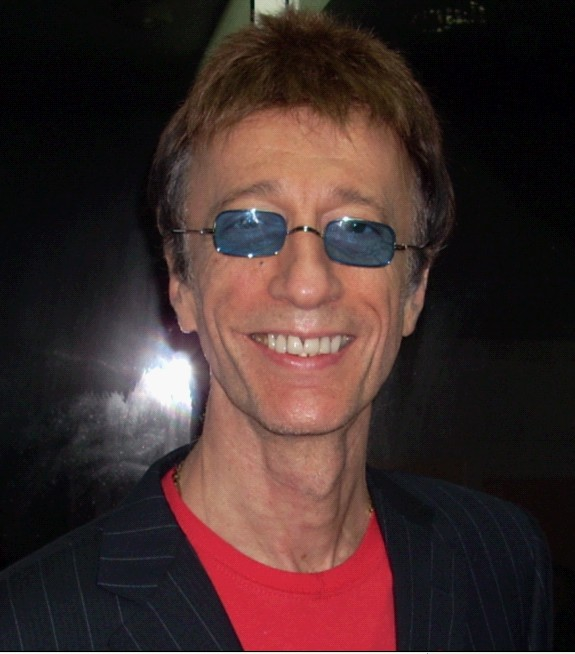
Robin Gibb, músico britânico.

| Dia | Nome                     | Profissão ou motivo de reconhecimento | Nacionalidade  | Ano de nasc. | Ref    |
| --- | ------------------------ | ------------------------------------- | -------------- | ------------ | ------ |
| 1   | Charles Pitts            | Músico                                | Estados Unidos | 1947         | [ 1 ]  |
| 1   | Gogó Andreu              | Ator                                  | Argentina      | 1919         | [ 2 ]  |
| 2   | Fernando Lopes           | Cineasta                              | Portugal       | 1935         | [ 3 ]  |
| 2   | Junior Seau              | Jogador de futebol americano          | Estados Unidos | 1969         | [ 4 ]  |
| 3   | Lloyd Brevett            | Músico                                | Jamaica        | 1931         | [ 5 ]  |
| 3   | Metry Bacila             | Médico e cientista                    | Brasil         | 1922         | [ 6 ]  |
| 4   | Adam Yauch               | Rapper                                | Estados Unidos | 1964         | [ 7 ]  |
| 4   | Rashid Yekini            | Futebolista                           | Nigéria        | 1963         | [ 8 ]  |
| 4   | Tinoco                   | Cantor                                | Brasil         | 1920         | [ 9 ]  |
| 7   | Jules Bocandé            | Futebolista e treinador               | Senegal        | 1958         | [ 10 ] |
| 8   | Maurice Sendak           | Ilustrador e escritor                 | Estados Unidos | 1928         | [ 11 ] |
| 10  | Gunnar Sønsteby          | Militar                               | Noruega        | 1918         | [ 12 ] |
| 10  | Bernardo Sassetti        | Compositor e pianista                 | Portugal       | 1970         | [ 13 ] |
| 10  | Carroll Shelby           | Ex-automobilista e designer           | Estados Unidos | 1922         | [ 14 ] |
| 10  | Horst Faas               | Fotógrafo                             | Alemanha       | 1933         | [ 15 ] |
| 13  | Antoine Nguyên Van Thien | Bispo                                 | Vietname       | 1906         | [ 16 ] |
| 13  | Donald "Duck" Dunn       | Músico                                | Estados Unidos | 1941         | [ 17 ] |
| 13  | Marcone da Silva         | Ex-mestre de samba                    | Brasil         | 1980         | [ 18 ] |
| 14  | Mario Trejo              | Dramaturgo e diretor                  | Argentina      | 1926         | [ 19 ] |
| 15  | Arno Lustiger            | Historiador e escritor                | Alemanha       | 1924         | [ 20 ] |
| 15  | Carlos Fuentes           | Escritor                              | Panamá/ México | 1928         | [ 21 ] |
| 15  | George Wyllie            | Escultor                              | Escócia        | 1921         |        |
| 17  | Donna Summer             | Cantora                               | Estados Unidos | 1948         | [ 22 ] |
| 18  | Dietrich Fischer-Dieskau | Barítono                              | Alemanha       | 1925         | [ 23 ] |
| 19  | Ian Burgess              | Automobilista                         | Reino Unido    | 1930         | [ 24 ] |
| 20  | Robin Gibb               | Cantor                                | Reino Unido    | 1949         | [ 25 ] |
| 21  | Eugene Polley            | Engenheiro                            | Estados Unidos | 1915         | [ 26 ] |
| 22  | Jorge Maluly Netto       | Político                              | Brasil         | 1931         | [ 27 ] |
| 22  | Chico Formiga            | Ex-jogador e técnico de futebol       | Brasil         | 1930         | [ 28 ] |
| 23  | Paul Fussell             | Escritor                              | Estados Unidos | 1924         | [ 29 ] |
| 24  | Klaas Carel Faber        | Criminoso de guerra                   | Países Baixos  | 1922         | [ 30 ] |
| 25  | Edoardo Mangiarotti      | Esgrimista olímpico                   | Itália         | 1919         | [ 31 ] |
| 27  | Johnny Tapia             | Pugilista                             | Estados Unidos | 1967         | [ 32 ] |
| 27  | Vicente Amar             | Compositor                            | Brasil         | 1929         | [ 33 ] |
| 27  | Friedrich Hirzebruch     | Matemático                            | Alemanha       | 1927         | [ 34 ] |
| 29  | Doc Watson               | Músico                                | Estados Unidos | 1923         | [ 35 ] |
| 30  | Andrew Huxley            | fisiologista e biólogo                | Reino Unido    | 1917         | [ 36 ] |
| 31  | Nelson Jacobina          | Músico                                | Brasil         | 1954         | [ 37 ] |
|     |                          |                                       |                |              |        |